# 32121 Joshuazhou
32121 Joshuazhou este un asteroid din centura principală de asteroizi.

## Descriere
32121 Joshuazhou este un asteroid din centura principală de asteroizi. A fost descoperit pe 5 iunie 2000 la Socorro, New Mexico, în cadrul proiectului LINEAR. Asteroidul prezintă o orbită caracterizată de o semiaxă mare de 2,34 ua, o excentricitate de 0,07 și o înclinație de 3,6° în raport cu ecliptica.